# Лютовка (Полтавская область)
Лютовка (укр. Лютівка) — село,
Кукобовский сельский совет,
Решетиловский район,
Полтавская область,
Украина.
Код КОАТУУ — 5324281411. Население по переписи 2001 года составляло 115 человек.

## Географическое положение
Село Лютовка находится на правом берегу реки Ольховатая Говтва,
выше по течению примыкает село Кукобовка,
ниже по течению на расстоянии в 2,5 км расположено село Демидовка,
на противоположном берегу — село Долина.
Река в этом месте извилистая, образует лиманы, старицы и заболоченные озёра.
Рядом проходит автомобильная дорога М-03.